# 莫倫戈山谷 (加利福尼亞州)
莫倫戈山谷（英語：Morongo Valley）是位於美國加利福尼亞州聖貝納迪諾縣的一個人口普查指定地區。

## 地理
莫倫戈山谷的座標為34°02′49″N 116°34′51″W / 34.04694°N 116.58083°W，而該地最高點為海拔高度787米（即2582英尺）。

## 人口
根據2010年美國人口普查的數據，莫倫戈山谷的面積為65.317平方千米，當中陸地面積為65.317平方千米，而水域面積為0.000平方千米。當地共有人口3552人，而人口密度為每平方千米54人。